# Franche-Comté
Franche-Comté (wymowaⓘ, fɾɑ̃ʃə-kõte) – kraina historyczna i dawny region administracyjny (1956–2015) we wschodniej Francji, przy granicy ze Szwajcarią. Graniczył także z regionami: Alzacją, Lotaryngią, Szampanią-Ardenami, Burgundią i Rodanem-Alpami. W jego skład wchodziły cztery departamenty: Doubs, Górna Saona, Jura i Territoire-de-Belfort.
Od 888 terytorium Burgundii. Od X wieku do 1678 terytorium tworzyło oddzielne hrabstwo Burgundii w ramach Świętego Cesarstwa Rzymskiego. W latach 1384–1477 połączone unią z Księstwem Burgundii. W 1477 r., po śmierci księcia-hrabiego Karola Zuchwałego w bitwie pod Nancy, przejęte przez Habsburgów dzięki małżeństwu Maksymiliana Habsburga z córką Karola, Marią Burgundzką. W wyniku wojny włączone do Francji przez króla Ludwika XI. W 1493 r. król Francji Karol VIII, planując wyprawę wojenną do Włoch i chcąc zabezpieczyć się na ten czas przed atakiem Maksymiliana I, zwrócił Franche-Comté Habsburgom. Od XVI wieku w rękach hiszpańskiej linii Habsburgów; przez jego terytorium prowadził szlak komunikacyjny, którym przerzucano hiszpańskie wojska z Włoch do Niderlandów (szlak ten przeciął dopiero król Francji Henryk IV, zagarniając sąsiadującą z Franche-Comté część sprzymierzonej z Habsburgami Sabaudii). Okupowane przez wojska francuskie w czasie wojny dewolucyjnej i wojny francusko-holenderskiej z lat 1672–1678, od 1678 roku w granicach Francji.
Kraina historyczna obejmuje francuską część gór Jura (Crêt de la Neige, 1723 m n.p.m.) oraz niziny w górnym dorzeczu Saony. Poza stolicą regionu Besançon ważniejsze miasta to Belfort i Montbéliard.
Rozwinięty przemysł samochodowy, elektroniczny oraz tradycyjny przemysł zegarmistrzowski i optyczny.
Hoduje się tutaj bydło i wyrabia sery. Rozwinięta turystyka.
W północnej części regionu używa się dialektu franc-comtois, który wywodzi się z Hrabstwa Burgundii, natomiast w południowej części regionu używany jest język arpitański (frankoprowansalski).